# Jean Baptiste van Loo

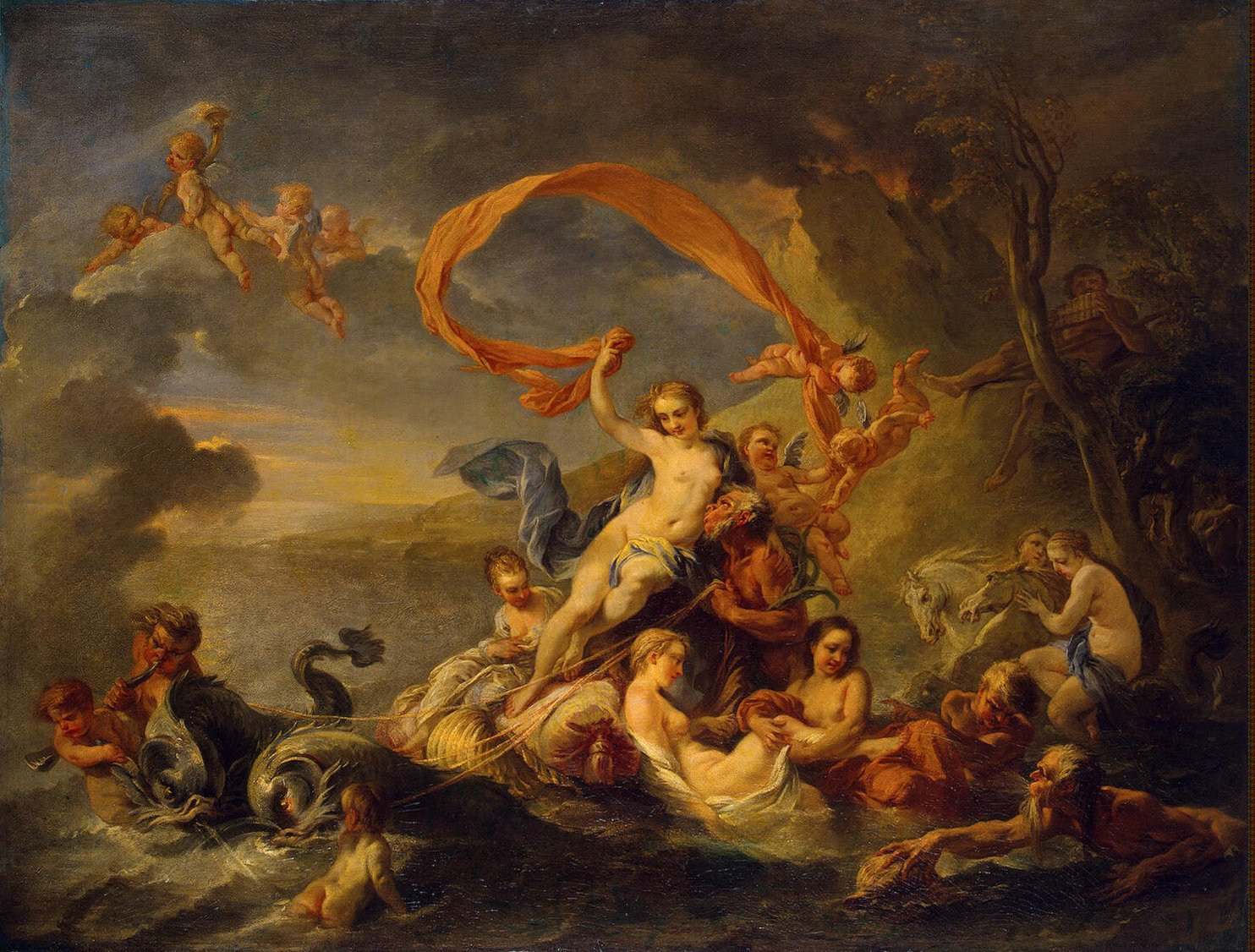
Triumf Galatei, Jean Baptiste van Loo

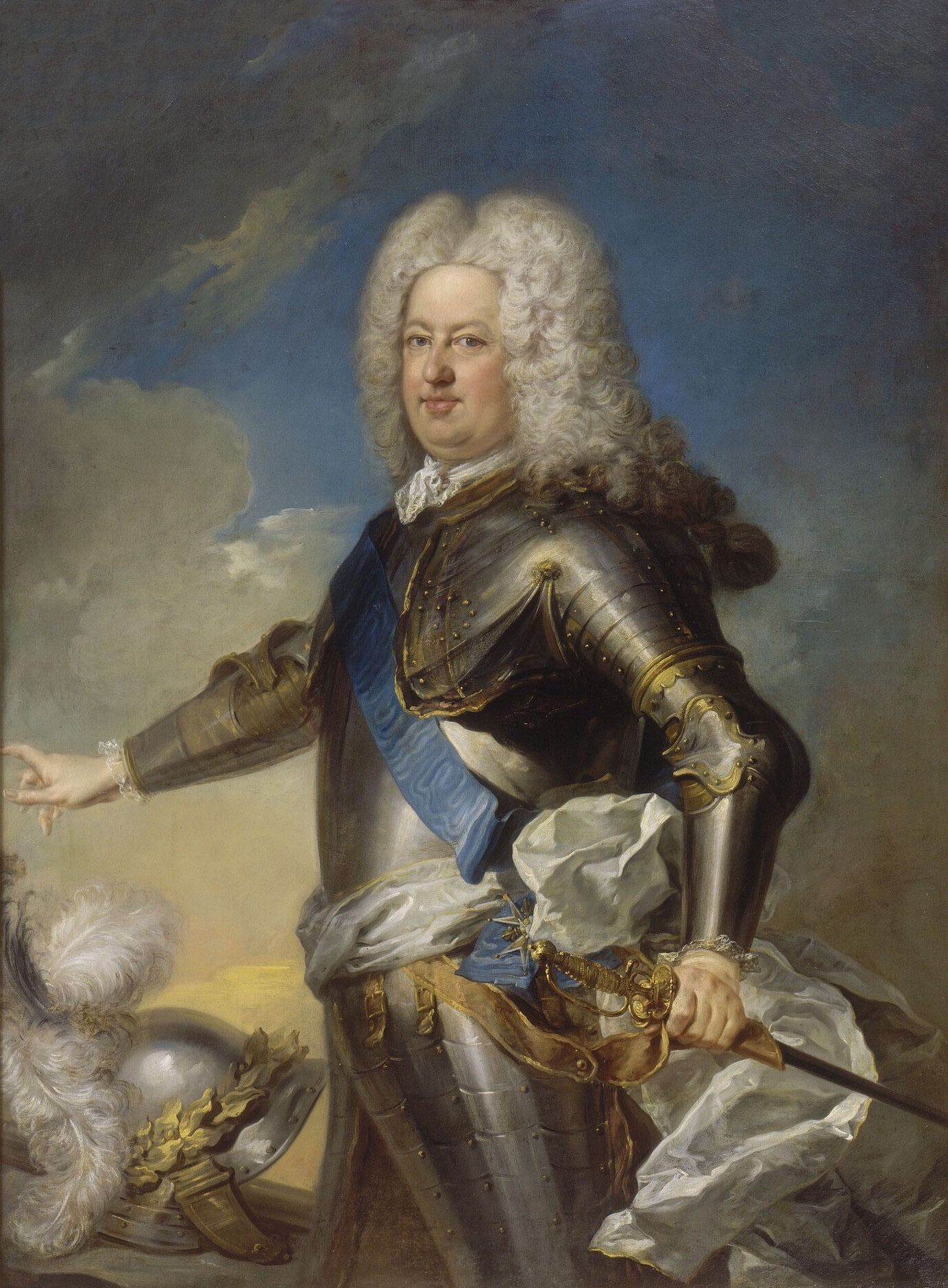
Portret Stanisława Leszczyńskiego, Jean Baptiste van Loo

Jean Baptiste van Loo, także Jean-Baptiste Vanloo (ur. 11 stycznia 1684 w Aix-en-Provence, zm. 19 września 1745 tamże) – malarz francuski.

## Życiorys
Pochodził z rodziny francuskich malarzy Van Loo pochodzenia holenderskiego. Jego ojcem i pierwszym nauczycielem był Luis Abraham van Loo.
Do 1714 roku pracował na południu Francji. Następnie odbył podróże do północnych Włoch i Rzymu. W owym czasie dekorował budynki publiczne i kościoły. Podczas pobytu w Turynie sportretował Karola Emanuela III, księcia Sabaudii i osoby z jego dworu.
W 1720 roku osiedlił się w Paryżu, gdzie pracował jako portrecista. Malował osoby związane z regentem, księciem FIlipem Orleańskim, stworzył także podobizny króla Ludwika XV oraz królowej Marii Leszczyńskiej. W 1731 został członkiem Académie Royale.
Od 1737 pracował w Anglii. Po zaprezentowaniu podobizn poety i dramatopisarza Colleya Cibbera oraz irlandzkiego przedsiębiorcy i mecenasa Owena McSwiny, jego mecenasem został premier Robert Walpole. Oprócz niego uwiecznił także księcia i księżną Walii.
W 1742 pogarszające się zdrowie zmusiło go do powrotu do Francji, gdzie pracował w Paryżu i rodzinnym Aix-en-Provence. Oprócz portretów tworzył także dzieła o tematyce mitologicznej i religijnej. Jego dzieła znajdują się w National Portrait Gallery, Luwrze i Ermitażu.